# Svängningsdämpare

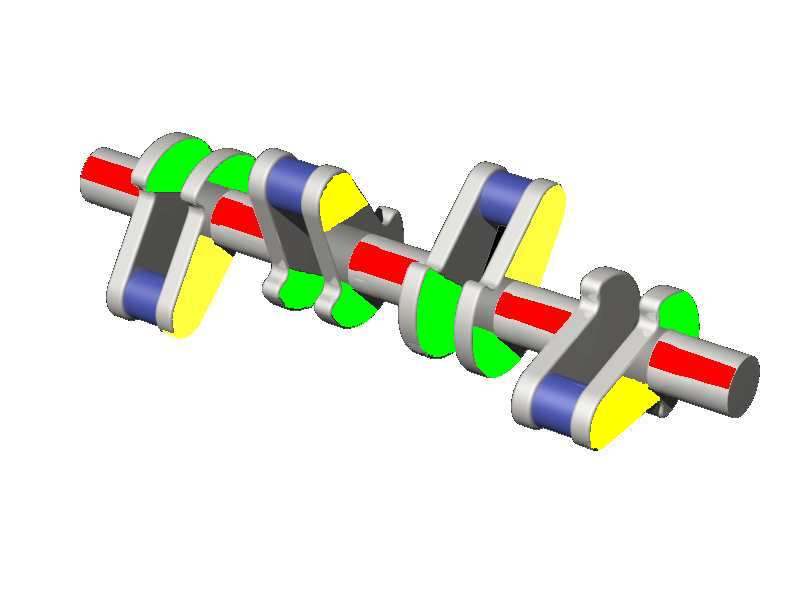
Rött: Vevaxel
Gult: Vevslängar
Blått: Vevtappar
Grönt: Svängningsdämpare

Svängningsdämpare eller balansaxel är en mekanisk anordning i en motor, som motverkar (dämpar) egensvängningar i vevaxeln.